# Mandarin (ämbetsman)

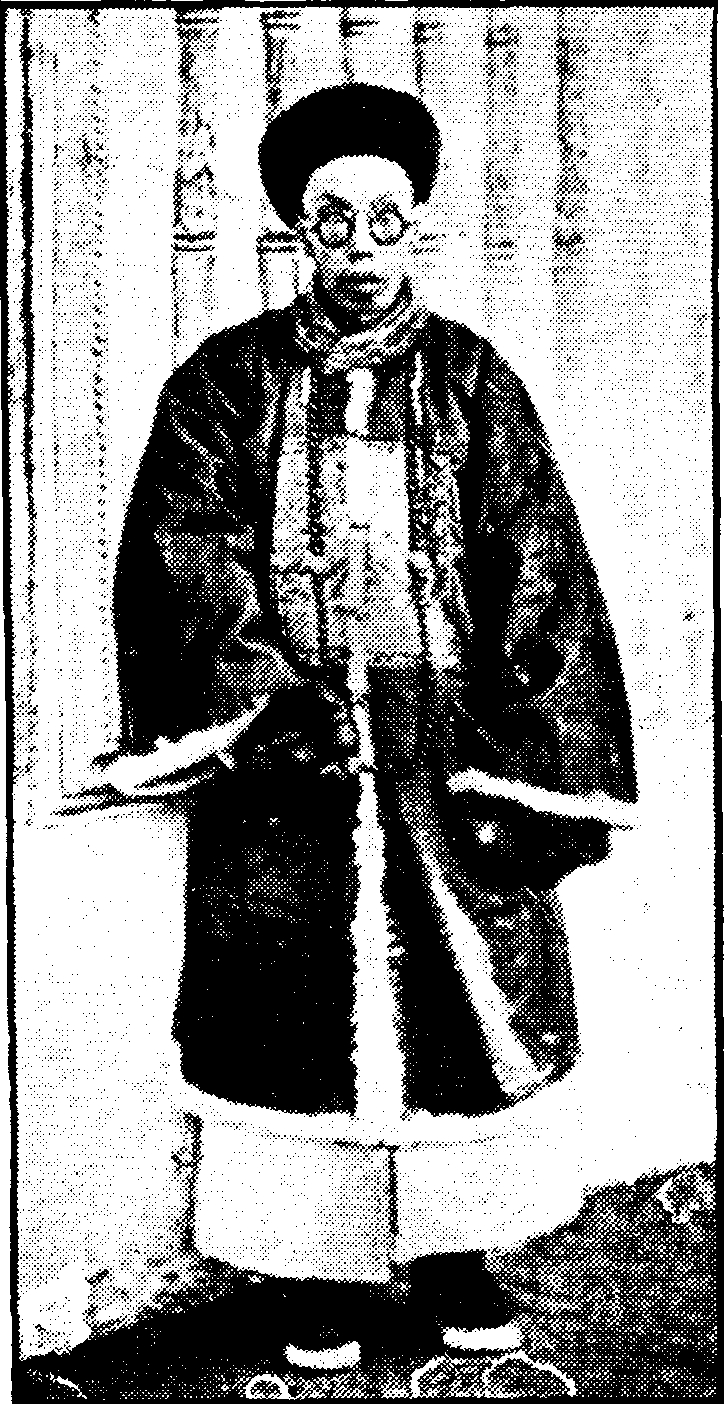
Kinesisk mandarin under Qing-dynastin.

Mandarin, västerländsk benämning på en ämbetsman i det kejserliga Kina och Vietnam.
Ordet, som användes som översättning av det kinesiska ordet guān (官), kommer sannolikt ifrån det portugisiska ordet mandarim, som betyder "minister" eller "rådgivare", vilket i sin tur kan härledas till det äldre sanskrit-ordet mandari (kommendör).

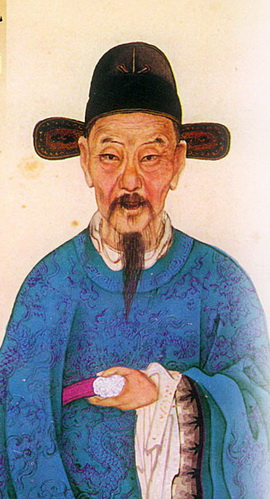
Zhang Juzheng, en högt uppsatt ämbetsman under Ming-dynastin.

Alla civila och militära ämbetsmän, ofta sammanfattade under benämningen baiguan ("de 100 sysslorna"), tituleras guanfu. Under Qing-dynastin var ämbetsmannahierarkien delad i 9 rangklasser, vilka utmärkas genom olika knappar på hattarna och genom broderier på bröstet. Då de adlas, tillfaller adelskapet endast deras förfäder. Ärftliga titlar tillkom endast Konfucius och kejsarnas ättlingar, men de senare kunde inte göra anspråk på statstjänst, om de inte avlagt nödvändiga examina. De enda familjer, som i någon mån liknade Europas aristokrati, är de, vilka sedan århundraden, son efter fader, hört till rikets litterärt verksamma.
Det var dock inte endast meriter som bestämde de kinesiska ämbetsmännens utnämning, tvärtom förekom i Kina i stor skala försäljning av sysslor. Att bli provinsguvernör kostade 600 000 à 700 000 kr. (1910 års penningvärde). En guvernör utnämndes för 3 år och skulle på den tiden skaffa sig ersättning för dessa utgifter, medan hans lön var 15 500 kr. Dessutom ålåg det honom att sörja för sina släktingars bästa.
Det kinesiska ämbetsmannaväsendet avskaffades 1912 i samband med att Qing-dynastin föll.